# عبد الوهاب بن بخت
عبد الوهّاب بن بخت أبو عبيدة القرشي الأموي (- 113 هـ)، تابعي، وقائد عسكري أموي شارك في حملات الدولة الأموية ضد الإمبراطورية البيزنطية، وأحد رواة الحديث النبوي الثقات. قُتل في أحد المعارك مع الروم سنة 113 هـ.

## سيرته
هو عبد الوهاب بن بخت القرشي الأُمَوِي أبو عُبَيدة، ويُقال: أبو بكر المكي، ذكر ابن حجر العسقلاني أنه من موالي بني أمية. كان مولى آل مروان بن الحكم، سكن بلاد الشام، ثم تزوج بالمدينة المنورة، وأقام بها.
كان كثير الحج والعمرة والغزو، وقال مالك بن أنس: «كان سمحًا جوادًا»، ذكر الطبري وابن كثير الدمشقي خبر مقتله في المعارك ضد الروم مع الأمير عبد الله البطال سنة 113 هـ، ودفن هناك. ذكر خليفة بن خياط أنه لقي العدو ففر بعض المسلمين، فجعل ينادي ويركض فرسه نحو العدو: «أن هلموا إلى الجنة، ويحكم أفرارا من الجنة؟ أتفرون من الجنة؟ إلى أين ويحكم؟ لا مقام لكم في الدنيا ولا بقاء»، ثم قاتل حتى قتل. وذكر الطبري في تاريخ الأمم والملوك أنه: «غزا مع البطال فانكشفوا فجعل عبد الوهاب يكر فرسه وهو يقول: ما رأيت فرسا أجبن منك، سفك الله دمي إن لم أسفك دمك، ثم ألقى بيضته عن رأسه وصاح: أنا عبد الوهاب بن بخت أمن الجنة تفرون! ثم تقدم في نحور العدو. قال: فمر برجل وهو يقول: واعطشاه، فقال: تقدم الري أمامك. قال: فخالط القوم فقتل وقتل فرسه».

## روايته للحديث النبوي
- روى عن: أنس بن مالك، وثابت بن سليم الجهني، وزر بن حبيش الأسدي، وسُلَيْمان بن حبيب المحاربي، وعبد الله بن عمر بن الخطاب، وعبد الْوَاحِدِ بْن عَبد اللَّهِ النصري، وعطاء بن أبي رباح، ومات قبله، وعمر بن عبد العزيز، والقاسم أبي عبد الرحمن، ومحمد بن عجلان ومات قبله، ونافع مولى ابن عمر كذلك، وأبي إدريس الخولاني، وأبي إسحاق السبيعي ومات قبله، وأبي الزناد عبد الله بن ذكوان.
- روى عنه: أسامة بْن زيد الليثي، وإسماعيل بن رافع المدني، وأيوب السختياني، وأبو عبد الرَّحِيمِ خالد بْن أَبي يزيد، وزيد بن أبي أنيسة، وشعيب بن أَبي حمزة، وعبد الخالق بن أَبي حازم أخو عَبْد العزيز بْن أَبي حازم، وعَبْد الرَّحْمَنِ بْن حبيب بْن أردك، وعُبَيد الله بن عَمْرو عُمَربن شَيْبَة المدني، ومالك بن أنس، ومحمد بن عجلان، ومعان بن رفاعة السلامي، ومعاوية بن صالح الحضرمي، وأبو هارون موسى بن أَبي عيسى المدني، وهشام بن سعد، ويحيى بن سعيد الأنصاري.[5]
- الجرح والتعديل: قال أبو حاتم الرازي: «صالح لا بأس به»، وقال ابن حبان: «كان صدوقا في الرواية إلا أنه كان يخطئ كثيرا ويهم شديدا حتى كثر في روايته الاشياء المقلوبة فبطل الاحتجاج به»، ووثّقه أبو زرعة الرازي، وأحمد بن شعيب النسائي، وابن حجر العسقلاني، ويحيى بن معين، ويعقوب بن سفيان، وقال أبو داود أنهما اثنان، وَقَال ابن حزم الأندلسي: «عبد الوهاب بن بخت ليس بالمشهور»، روى له أَبُو داود، والنَّسَائي، وابن ماجه.[5][6]